# MAN GT5
GT5 (zkratka pro „kloubový vůz s pěti nápravami“, něm. „Gelenktriebwagen fünfachsig“) je typ kloubové pětinápravové motorové tramvaje vyrobené v roce 1964 (vozy ev.  č. 522–534) a na přelomu let 1968/1969 (vozy ev. č. 511–521 a 535–552) německým závodem MAN SE. Tento typ byl dodán výhradně provozovateli augsburské tramvajové sítě v počtu 42 kusů.

## Konstrukce
Tramvaj GT5 je jednosměrný pětinápravový motorový tramvajový vůz sestávající ze dvou článků navzájem spojených kloubem. Pod prvním článkem tramvaje jsou tři jednonápravové podvozky, z nichž první a třetí jsou hnací a střední běžný. Pod druhým článkem se nachází jeden dvounápravový bezmotorový podvozek. V každém článku se v pravé bočnici nacházejí dvoje skládací dveře ovládané elektricky. Dřevěné sedačky jsou v interiéru rozmístěny systémem 2+1. Horní část oken je otevíratelná, posuvná. Napájecí napětí činilo pro výzbroj 600 V stejnosměrného proudu. Jako sběrač proudu byl montován pantograf. Na čele měl GT5 jen jeden světlomet.

## Dodávky tramvají
| Současný stát | Město    | Článek | Typ | Roky dodávek    | Počet vozů | Evidenční čísla           | Zdroj |
| ------------- | -------- | ------ | --- | --------------- | ---------- | ------------------------- | ----- |
| Německo       | Augsburg | článek | GT5 | 1964, 1968–1969 | 42         | 522–534, 511–521, 535–552 |       |

Vozy GT5 dojezdily v Augsburgu v roce 2000. V roce 2001 došlo k jich odprodeji do rumunských Jasů (vozy ev. č. 511, 522–525, 531–536, 538, 542, 544 a 545). Poslední tramvaje tohoto typu jezdily v běžném provozu v Jasech do roku 2010.

## Historické vozy
| Původní provoz | Evidenční číslo | Současný majitel                         | Rok výroby | Historický od roku | Zdroj |
| -------------- | --------------- | ---------------------------------------- | ---------- | ------------------ | ----- |
| Augsburg       | 535             | Freunde der Augsburger Straßenbahn e. V. | 1968       | 2001               | [ 3 ] |
| Augsburg       | 354             | CTP Iași (provozovatel)                  |            | 2010               | [ 4 ] |